# Manfred Hellmann (Historiker)
Manfred Hellmann (* 24. Juni 1912 in Riga; † 12. Juni 1992 in München) war ein deutscher Historiker.
Manfred Hellmann machte 1930 das Abitur in Riga. Von 1930 bis 1938 studierte er Geschichte, Germanistik und Volkskunde an den Universitäten in Riga und Königsberg. Hellmann wurde nicht Mitglied der NSDAP. Im Jahr 1938 wurde er in Königsberg mit einer Arbeit über die preußische Herrschaft Tauroggen in Litauen (1690–1793) von Heinrich Harmjanz und Gunther Ipsen promoviert. Er war wissenschaftlicher Mitarbeiter bei der Nord- und Ostdeutschen Forschungsgemeinschaft und anschließend wissenschaftlicher Mitarbeiter beim Handwörterbuch des Grenz- und Auslandsdeutschtums. Von 1942 bis 1945 war er wissenschaftlicher Assistent an der Reichsuniversität Posen. 
Von 1945 bis 1947 war Hellmann Lektor und Assistent am Slawischen Seminar der Universität Leipzig und ebenfalls in Leipzig von 1947 bis 1949 Assistent am Institut für deutsche Landes- und Volksgeschichte. 1952 erfolgte die Habilitation an der Universität Freiburg i. Br. Als Dozent lehrte Hellmann von 1956 bis 1959 an der Westfälischen Wilhelms-Universität in Münster. Von 1964 bis 1978 war er ordentlicher Professor für Mittlere und Neuere Geschichte unter besonderer Berücksichtigung Osteuropas an der Universität Münster.
Seine Forschungsschwerpunkte waren die hoch- und spätmittelalterliche Reichs- und Verfassungsgeschichte, die Geschichte des Baltikums, die Geschichte des Deutschen Ordens, die Geschichte Russlands und die Geschichte Venedigs. Hellmann gehörte ab 1959 als korrespondierendes und ab 1961 als ordentliches Mitglied dem Herder-Forschungsrat in Marburg an. Hellmann war korrespondierendes Mitglied der Bayerischen Akademie der Wissenschaften (seit 1976), Mitglied des Konstanzer Arbeitskreises für mittelalterliche Geschichte (seit 1976) und der Baltischen Historischen Kommission.

## Schriften (Auswahl)
Ein Schriftenverzeichnis erschien in: Carsten Goehrke: Östliches Europa. Spiegel der Geschichte. Festschrift für Manfred Hellmann zum 65. Geburtstag (= Quellen und Studien zur Geschichte des östlichen Europa. Bd. 9). Steiner, Wiesbaden 1977, ISBN 3-515-02658-4, S. 259–267.
Monografien
- Grundzüge der Geschichte Litauens und des litauischen Volkes. 4., gegenüber der 3. unveränderten Auflage. Wissenschaftliche Buchgesellschaft, Darmstadt 1990, ISBN 3-534-00724-7.
- Grundzüge der Geschichte Venedigs. 3., gegenüber der 2. unveränderten Auflage. Wissenschaftliche Buchgesellschaft, Darmstadt 1989, ISBN 3-534-03909-2.
- Beiträge zur Geschichte des östlichen Europa im Mittelalter. Gesammelte Aufsätze. Hakkert, Amsterdam 1988, ISBN 90-256-0908-2.
- Daten der polnischen Geschichte. Deutscher Taschenbuch-Verlag, München 1985, ISBN 3-423-03268-5.
- Iwan IV. der Schreckliche. Moskau an der Schwelle der Neuzeit (= Persönlichkeit und Geschichte. Bd. 35). Musterschmidt, Göttingen 1966.
- Das Lettenland im Mittelalter. Studien zur ostbaltischen Frühzeit und lettischen Stammesgeschichte, insbesondere Lettgallens (= Beiträge zur Geschichte Osteuropas. Bd. 1). Böhlau, Münster u. a. 1954.
- Die preußische Herrschaft Tauroggen in Litauen (1690–1793) (= Volksforschung. Bd. 1). Ahnenerbe-Stiftung-Verlag, Berlin-Dahlem 1940 (Zugleich: Königsberg, Universität, Dissertation).

Herausgeberschaften
- Studien über die Anfänge der Mission in Livland (= Vorträge und Forschungen. Bd. 37). Thorbecke, Sigmaringen 1989, ISBN 3-7995-6697-X.
- Die russische Revolution 1917. Von der Abdankung des Zaren bis zum Staatsstreich der Bolschewiki (= dtv. Bd. 2903). 6. Auflage. Deutscher Taschenbuch-Verlag, München 1987, ISBN 3-423-02903-X.